# 華麗石斛蘭
華麗石斛蘭（学名：Dendrobium spectabile）為蘭科石斛蘭屬下的一種草本附生蘭。原生於新幾內亞與所羅門群島，屬珍稀種，素有印尼國寶之稱。曾於2012年榮獲台灣蘭展第一名。

## 名稱
「華麗」石斛蘭中文名稱迻譯自其種小名「spectabile」，日常幾乎不為人知，反倒因其獨特神奇的花形，一般喜稱大鬼石斛或是大魔鬼石斛，亦有魷魚石斛、章魚石斛的稱法。關於俗稱中的「大」字，有兩種不同解釋：一說是因華麗石斛屬於植株大型蘭種的關係，一說是因石斛屬當中已有品種被稱做魔鬼石斛，因而加上一個「大」字。

## 圖示

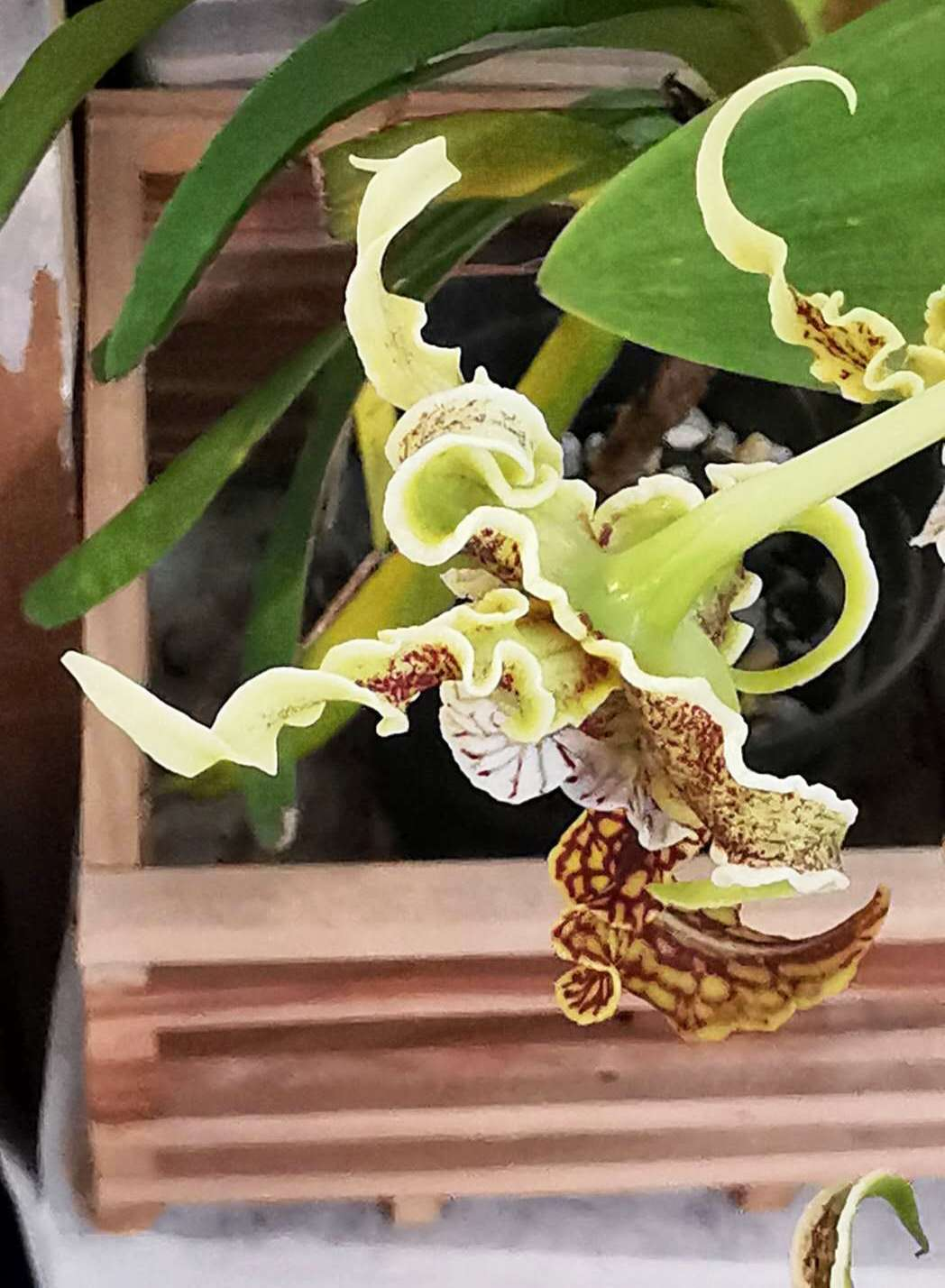
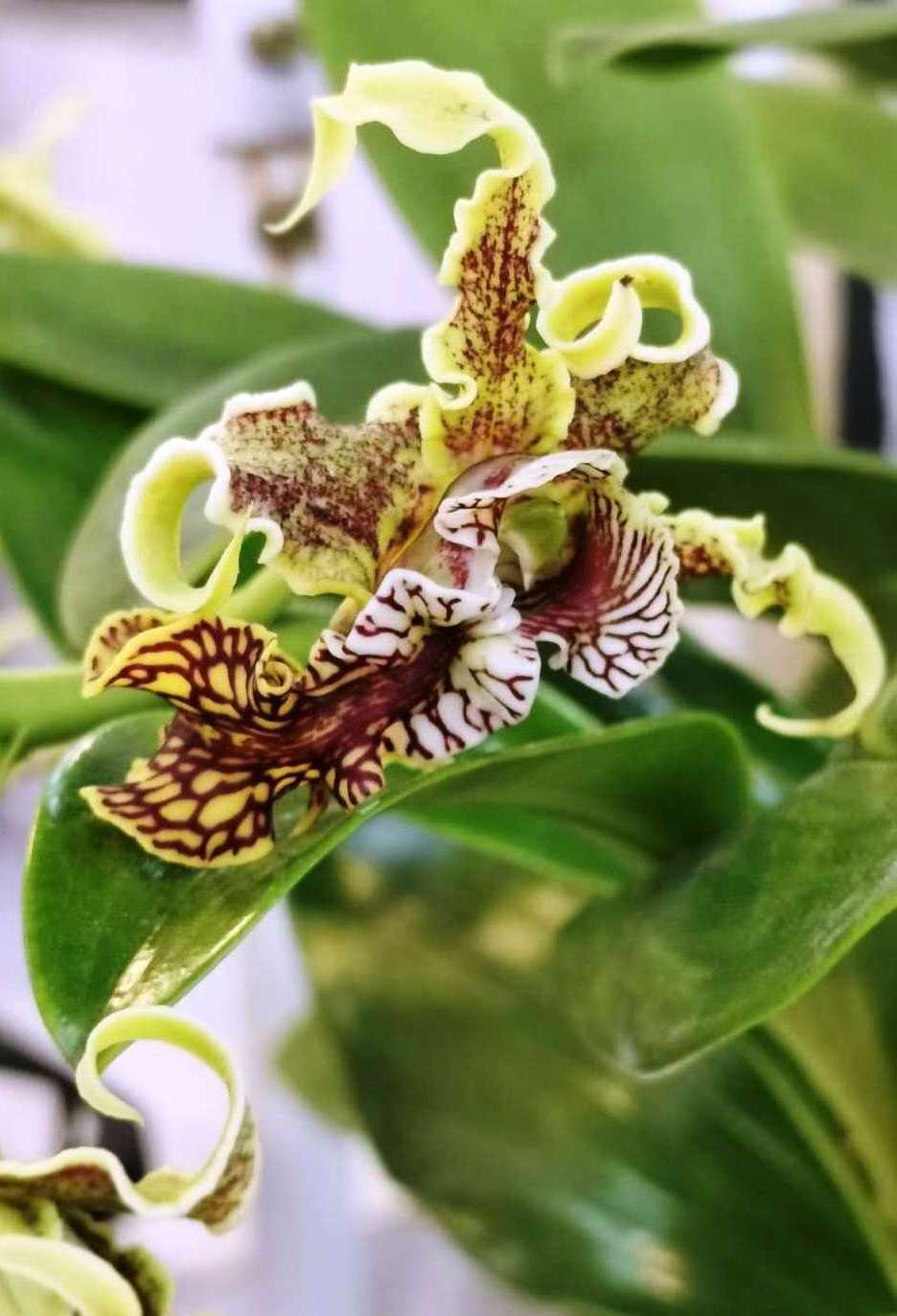
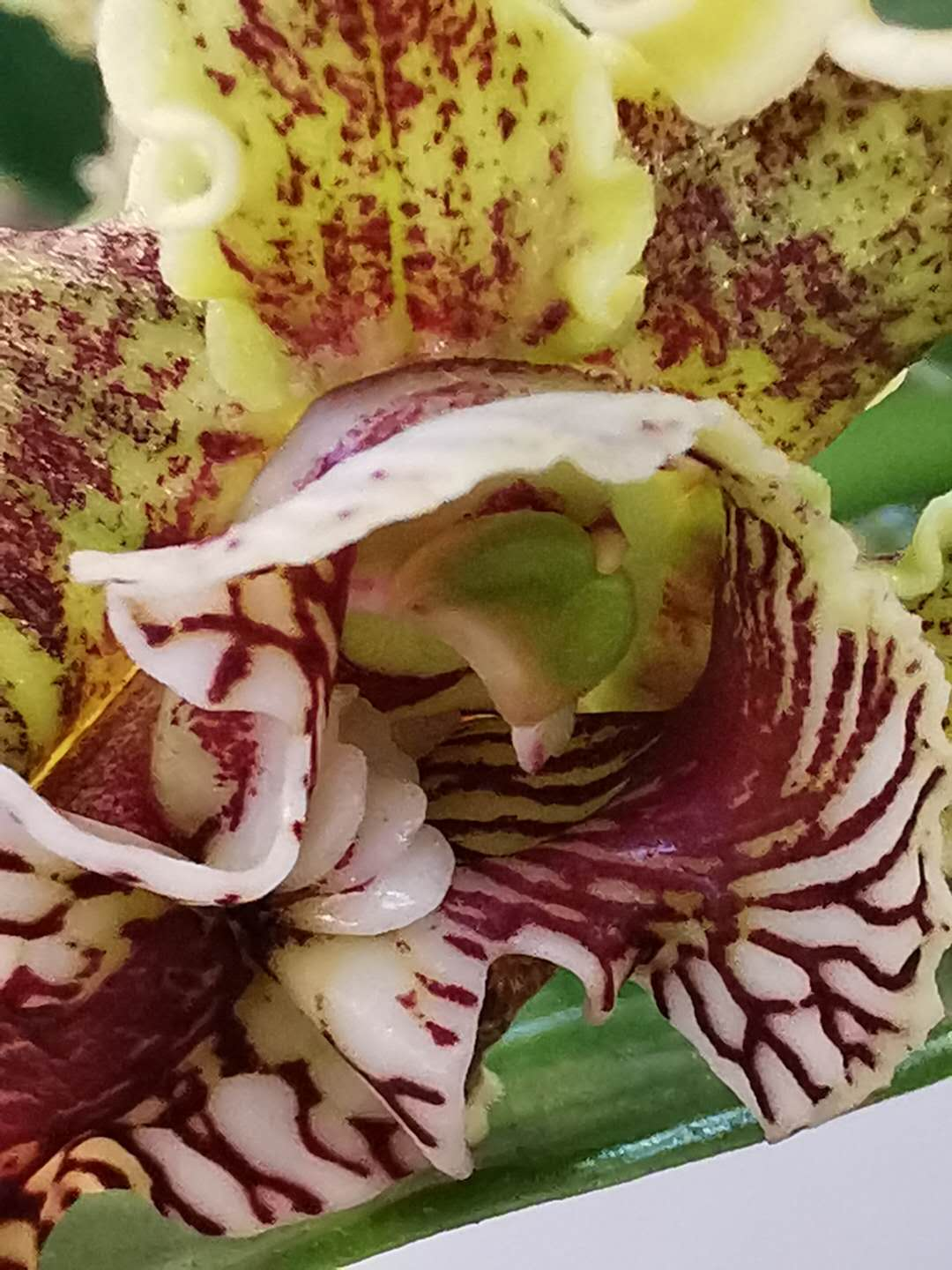
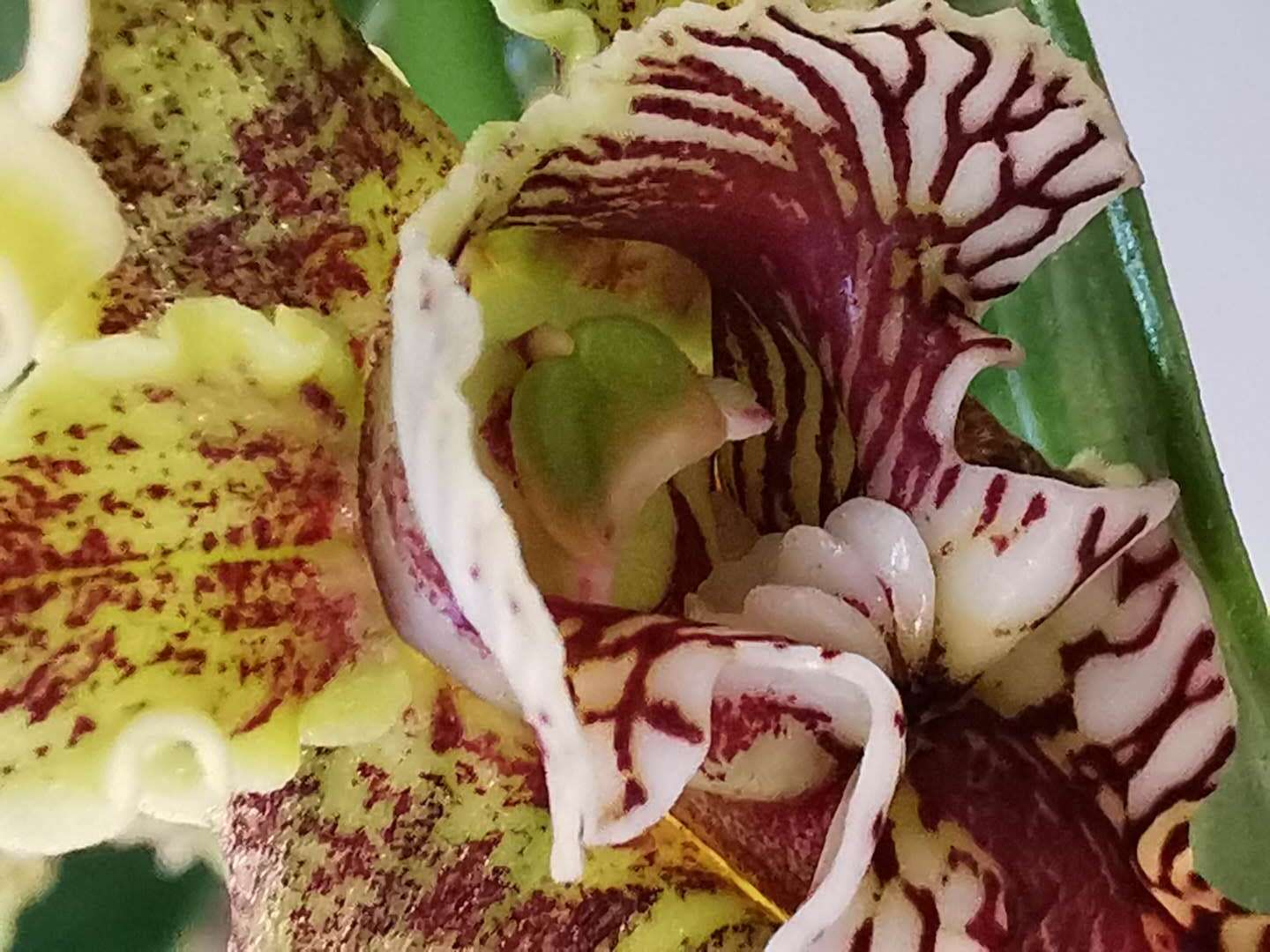
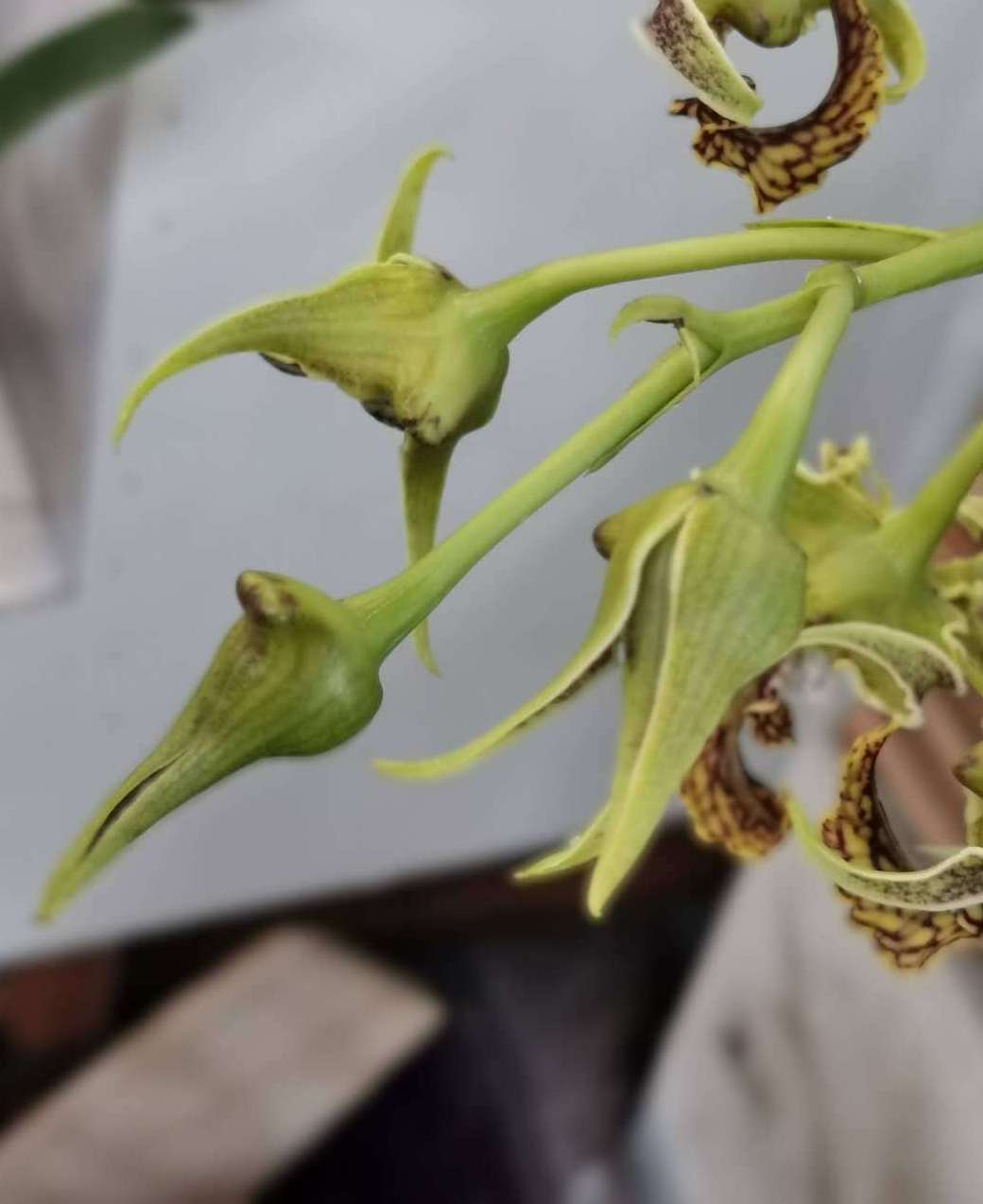
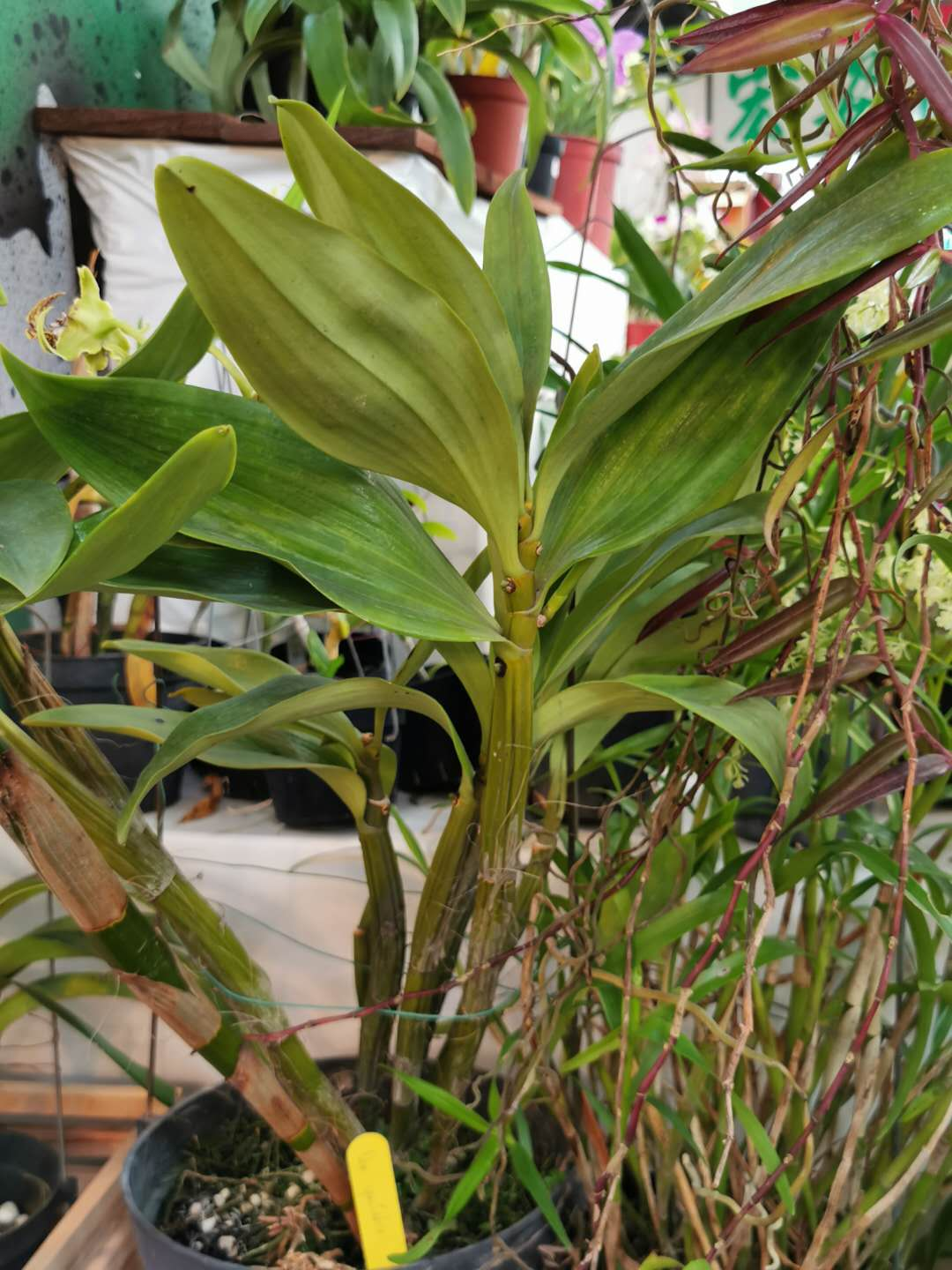

## 擴展閱讀
- 維基物種上的相關：華麗石斛蘭
- 维基共享资源上的相關多媒體資源：華麗石斛蘭